# Georges Schehadé
Georges Schehadé (Alexandria, 2 de novembro de 1905 — Paris, 17 de janeiro de 1989), foi um poeta e dramaturgo libanês de expressão francesa.